# グランドスラム (WWE)
アメリカ合衆国のプロレス団体・WWEにおけるグランドスラムとは、団体内の主要4王座を全て一度でも戴冠した事を指す。

## 概説
元々は男子のWWE王座、WWEインターコンチネンタル王座、WWE世界タッグ王座、WWEヨーロピアン王座の4王座の戴冠経験がある選手に送られる栄誉である。後に世界タッグチーム王座と同格のWWEタッグチーム王座、WWEヨーロピアン王座と同格のWWEハードコア王座が創設され、WWE王座、WWE世界タッグ王座、WWEヨーロピアン王座の保持経験が無くてもこの3タイトルを保持していればグランドスラムの資格を得ることが出来た。2002年から2013年まで存在した世界ヘビー級王座もWWE王座と同格と見なされ、いずれかを戴冠すればグランドスラムの達成要件の一つを満たしていた。2002年にWWEヨーロピアン王座とWWEハードコア王座がWWEインターコンチネンタル王座に吸収され廃止された際、廃止後にWWEに入団した選手はグランドスラムの資格を得る事が不可能になってしまい、グランドスラムの資格を得る為にはWWEヨーロピアン王座かWWEハードコア王座の戴冠経験のある選手が残りの王座を戴冠するしかなかった。
2015年からWWEユナイテッドステイツ王座がグランドスラムの達成要件の王座として認められ、認められる前にWWEユナイテッドステイツ王座を戴冠した選手もグランドスラムの資格を得られるようになった上、WWEヨーロピアン王座とWWEハードコア王座のいずれも戴冠したことがない選手にもグランドスラム達成の可能性が生まれた。その後、2016年のブランド再分割により、WWEタッグチーム王座はWWEロウ・タッグチーム王座（現在の世界タッグチーム王座）に改称され、新たにWWEユニバーサル王座とWWEスマックダウン・タッグチーム王座（現在のWWEタッグチーム王座）が創設されたが、これらの王座もWWE王座やWWEロウ・タッグチーム王座と同格とみなされ、それぞれいずれかを戴冠すればグランドスラムの達成要件の一つを満たす。2022年にWWE王座とWWEユニバーサル王座が統一された（統一WWEユニバーサル王座  → 統一WWE王座）ことに伴い、翌2023年に世界ヘビー級王座が創設されたが、この世界ヘビー級王座がグランドスラムの達成要件に含まれているかは、「統一WWE王座以外の3王座を戴冠した上で、世界ヘビー級王座も戴冠した」「世界ヘビー級王座を戴冠済みで、統一WWE王座以外の3王座も戴冠した」などの実例がないため不明。
女子のグランドスラムはWWE女子王座、女子世界王座、NXT女子王座、WWE女子タッグチーム王座の4王座の戴冠経験がある選手に送られる栄誉である。2019年5月のマネー・イン・ザ・バンクでベイリーがWWEスマックダウン女子王座（現在の女子世界王座）を戴冠したことで、女子初のグランドスラムを達成している。また、2020年5月にはASUKAがWWEロウ女子王座（現在のWWE女子王座）を戴冠し、史上2人目の女子のグランドスラム達成者となった。
全ての達成要件を2度満たすと、グランドスラムも2度達成したと見做される。これまで、男子ではクリス・ジェリコ、カート・アングル、エディ・ゲレロ、ジェフ・ハーディー、ビッグ・ショーの5名が「WWEユナイテッドステイツ王座が達成要件の王座として認められる2015年以前」と「WWEユナイテッドステイツ王座が達成要件の王座として認められた2015年以降」に1度ずつ、ザ・ミズ、セス・ロリンズの2名が「WWEユナイテッドステイツ王座が達成要件の王座として認められた後の2015年以降」に2度グランドスラムを達成している。女子でグランドスラムを2度以上達成した選手はまだいない。
男子と女子の大きな違いは、女子にはNXT女子王座というNXTの王座が達成要件に含まれている点である。NXTはメインロースターのブランドであるロウ、スマックダウンに次ぐ第三のブランドであり、NXTを経てメインロースター入りするのがWWEにおける一般的なキャリアとなっている。他団体で十分な実績を築いているなどの理由で、WWEへ入団した際に例外的にNXTを経ずメインロースター入りした場合、女子のグランドスラムは逆に達成が困難になる。ベッキー・リンチは2013年にWWEに入団し、NXTを経て2015年にメインロースター入りしたが、NXT時代にNXT女子王座を戴冠していなかったため、グランドスラムの達成に必要なメインロースターの女子王座を全て戴冠したにも関わらずグランドスラムの達成要件をまだ全て満たしていなかった。2023年にリンチは再びNXTへ参戦し、NXT女子王座を戴冠したことでグランドスラムを達成している。また、達成要件となる女子のタッグチーム王座はWWE女子タッグチーム王座しかなく、WWEタッグチーム王座と世界タッグチーム王座の2つ（ロウとスマックダウンに1つずつ常設）あり、なおかついずれかを戴冠すれば達成要件の一つを満たせる男子に比べると比較的困難になっている。女子では2024年に第二の王座（Secondary championship）にあたるWWE女子インターコンチネンタル王座とWWE女子ユナイテッドステイツ王座が創設されたが、これらの王座がグランドスラムの達成要件に追加されるかは未定。女子の最高峰王座（Primary championship）たるWWE女子王座と女子世界王座は、両方戴冠しないとグランドスラムの達成要件を満たせない（最高峰王座で達成要件が2つある）ため、仮にこのまま単純に第二の王座が達成要件に追加された場合、達成要件が5王座以上になり、女子のグランドスラム達成がさらに困難になることが考えられる。

## グランドスラムの達成に必要な王座
※2025年4月現在。カッコ内は既に廃止された王座

### 男子
- 統一WWE王座（WWE王座とWWEユニバーサル王座の統一王座）
- WWEインターコンチネンタル王座
- WWEユナイテッドステイツ王座（WWEヨーロピアン王座、WWEハードコア王座）
- WWEタッグチーム王座（旧：WWEスマックダウン・タッグチーム王座）、世界タッグチーム王座（旧：WWEロウ・タッグチーム王座）のいずれか（WWE世界タッグチーム王座）

### 女子
- WWE女子王座（旧：WWEロウ女子王座）
- 女子世界王座（旧：WWEスマックダウン女子王座）
- NXT女子王座
- WWE女子タッグチーム王座

## 歴代達成者

### 男子（2015年以前）
- ショーン・マイケルズ
- トリプルH
- ケイン
- クリス・ジェリコ
- カート・アングル
- エディ・ゲレロ
- ロブ・ヴァン・ダム
- ブッカー・T
- ジェフ・ハーディー
- ジョン "ブラッドショー" レイフィールド
- クリスチャン
- ビッグ・ショー

### 男子（2015年以降）
- エッジ
- ザ・ミズ（2度達成）
- ダニエル・ブライアン
- ディーン・アンブローズ
- ロマン・レインズ
- ランディ・オートン
- セス・ロリンズ（2度達成）
- コフィ・キングストン
- レイ・ミステリオ
- AJスタイルズ
- ケビン・オーエンズ
- フィン・ベイラー

### 女子
- ベイリー
- ASUKA
- サーシャ・バンクス
- シャーロット・フレアー
- リア・リプリー
- ベッキー・リンチ
- イヨ・スカイ